# Bad but Good
Bad but Good è il primo singolo del gruppo musicale sudcoreano miss A, pubblicato nel 2010 dall'etichetta discografica JYP Entertainment. Tutti i brani, escluso il secondo, sono stati poi inseriti nel primo album discografico del gruppo, A Class.

## Tracce
1. Bad Girl Good Girl – 3:37 (Park Jin-young)
2. Looking At Each Other (딱 마주쳐?, Ttak majuchyeoLR) – 3:05 (Super Changddai)
3. Love Again (다시 사랑?, Dasi sarangLR) – 3:26 (Super Changddai)
4. Break It – 3:48 (testo: Super Changddai – musica: Tommy Park)

## Formazione
- Fei – voce
- Jia – rap, voce
- Min – voce
- Suzy – voce

## Successo commerciale
La prima traccia, Bad Girl Good Girl, è stata usata come canzone di traino e ha raggiunto la prima posizione nella classifica settimanale dei brani musicali, la Gaon Digital Chart. Ha occupato la vetta anche della graduatoria annuale.
Bad but Good è apparso in sesta posizione nella Gaon Album Chart settimanale, alla settima in quella del mese di luglio e alla 100ª in quella annuale, vendendo complessivamente 14 564 copie nel 2010.

## Classifiche

### Classifiche settimanali
| Classifica (2010) | Posizione massima |
| ----------------- | ----------------- |
| Corea del Sud     | 6                 |

### Classifiche annuali
| Classifica (2010) | Posizione massima |
| ----------------- | ----------------- |
| Corea del Sud     | 100               |